# Sociedad Secreta (DC Comics)
La Sociedad Secreta de Super Villanos o simplemente La Sociedad, son un grupo de supervillanos del universo DC Comics. Originalmente creada por Darkseid para apoderarse de la tierra, la organización ha sufrido numerosos cambios de líderes, pero generalmente se han presentado como sus líderes principales a Lex Luthor, Gorilla Grodd, Vándalo Salvaje y a Ultra-Humanidad. Fueron introducidos en su propia serie Secret Society of Super Villains #1, considerados como los enemigos de la Liga de la Justicia, en cuya serie la Sociedad realizó varias apariciones en la década de 1970.

## Historia

### Sociedad de Darkseid
Organizada originalmente por Darkseid, la Sociedad Secreta de Supervillanos tuvo su base en la Ciudadela de Sinestro en San Francisco. Desde el principio, el equipo estaba plagado de luchas de poder. Lex Luthor, Wizard, Gorilla Grodd y Funky Flashman todos trataban de tomar el control del equipo; Manhunter (primer líder del equipo) y el Capitán Cometa, por otro lado, buscaron desviar la mala conducta de los bandidos hacia un canal más positivo. Después de descubrir la verdadera identidad de su benefactor, el equipo se rebeló contra el señor obscuro. Para anular su levantamiento, Darkseid envió a Mantis y a Kalibak. Al final de la lucha, Manhunter se sacrificó para matar aparentemente a Darkseid. Después de esto, el equipo se separó, con Luthor, Wizard, Gorilla Grodd y Flashman dirigiendo el equipo en diferentes momentos. Sin embargo, Wizard demostrado ser el más tenaz y creó la encarnación definitiva de la Sociedad. Lucharon contra el sindicato del crimen original de la Tierra-3 y de la JSA. Mientras viajaban dimensiones, de vuelta a Tierra-1 Silver Ghost, Mirror Master y Copperhead formaron otro equipo y lucharon contra los Combatientes de la Libertad.
El grupo de Wizard finalmente regresó a la Tierra-2 y luchó contra la Liga de la Justicia de América en su base satelital. En un momento de la batalla, los dos equipos intercambiaron sus cuerpos, permitiendo que los supervillanos descubrieran la verdadera identidad de sus némesis. Después de ganar la batalla, la Liga de la Justicia borra la memoria de los supervillanos, precipitando la crisis de identidad y la formación actual de la Sociedad años después.
También es notable en la serie, ver la primera aparición del Capitán Cometa en más de 20 años, así como la introducción de una nueva Star Sapphire. Ambos fueron personajes regulares y recurrentes.

### Sociedad de Ultra-Humanidad
La siguiente encarnación de la Sociedad Secreta fue organizada por Ultra-Humanidad, que organizó el equipo con los enemigos tanto de la Liga de la Justicia de América, como los de la Sociedad de la Justicia de América. Esto marcó la primera aparición del clásico cuerpo mono-albino de Ultra-Humanidad.
Esta encarnación de la Sociedad fue traicionada por Ultra-Humanidad, que tenía su propia agenda. Sin embargo, fue derrotado, y todo el grupo fue encarcelado en otra dimensión. Ultra-Humanidad contactó su "yo" más joven en 1942, quien le ayudó a dejar en libertad a la Sociedad usando el poder de Brainwave I. El mono Ultra-Humanidad atacó Infinity Inc en los tiempos modernos, mientras que el resto de la Sociedad luchó contra el All-Star Squadron en 1942. Los villanos fueron derrotados, y regresados a su época adecuada.

### Sociedad Underground
La Sociedad en el tiempo creció hasta convertirse en un grupo grande del bajo mundo con decenas de villanos miembros de varias células dispersas. Después de la reforma de la JLA, los siete superhéroes decidieron infiltrarse y cerrar esta nueva Sociedad.
Disfrazándose como el difunto Brainwave, Martian Manhunter atrajo a los villanos a un lugar específico, donde fueron derrotados por la Liga de la Justicia. Como la historia fue contada por Rainbow Raider a Sonar II, es incierto si esta historia sucedió realmente. Por lo menos, pudo haber algún elemento decorativo.

### Sociedad de Lex Luthor
Después de la derrota de la última encarnación de la Sociedad, el tiempo pasaría antes de que los villanos se agruparan en cualquier tipo de organización de gran tamaño. Impulsado por los rumores de manipulación mental (lobotomización) del Dr. Light, una nueva sociedad surgió. Esta sociedad fue fundada por Alexander Luthor, Jr., haciéndose pasar como Lex Luthor, junto con otros cinco supervillanos: Calculator, Dr. Psycho, Deathstroke, Talia al Ghul y Adán Negro.
La intención de Alexander Luthor fue reunir a un grupo de supervillanos para recuperar varios superhéroes clave que tenían vínculos con el Multiverso, con el fin de aprovechar sus vibraciones temporales para recrear el multiverso, a través de una gigante "antena de sintonía", torre similar a las que se ven en Crisis on Infinite Earths. Sólo Psico-Pirata, que recordaba el multiverso, sabía de este plan, como Alexander Luthor le mintió a los miembros de su círculo íntimo, diciéndoles que él estaba construyendo una enorme máquina de borrado de mente para utilizarla en contra de todos los héroes del Universo DC.
Jugando con el temor de los superhéroes, como represalia por la negativa, y el deseo de poder, Alexander creó una sociedad cuyo tamaño (más de 500 miembros) es más grande que todas las encarnaciones anteriores juntas. De todos los villanos del Universo DC, el único que ni siquiera se le ofreció una invitación fue al Joker, con el argumento de que era "demasiado salvaje".
El grupo, conocido simplemente como La Sociedad, apareció en la miniserie Villains United como personajes de fondo para el nuevo grupo de los Seis Secretos (Seis villanos contratados por el verdadero Lex Luthor que rechazó su invitación para unirse a la Sociedad). El seguimiento de la serie Villains United: Infinite Crisis Special se centró en la sociedad en sí misma, ya que promulgó el plan de respaldo a Alexander Luthor para conquistar la Tierra en el evento principal donde su plan habría fracasado. Esto llevó a una batalla final, conocida como la "Batalla de Metrópolis", donde la Sociedad, dirigida por Dr. Psycho y Doomsday, hicieron su batalla final contra los héroes del Universo DC. Muchos héroes y villanos murieron ese día.

### Un Año Después
Alexander Luthor de Tierra-3 fue asesinado por el Joker y Lex Luthor, al final de Crisis Infinita (Infinite Crisis) (el primero por dejarlo fuera de la Sociedad, y el segundo por hacerse pasar por él para dirigir esa Sociedad). Adán Negro, traicionado por Alexander Luthor, luchó contra la Sociedad en la Batalla de Metrópolis, arrancando la cabeza de Amazo, y retornando a Khandaq, para gobernarla a tiempo completo.
Un año después de la crisis, la mayor parte del círculo interno de la Sociedad esta en la cárcel o ha dimitido del grupo. Dr. Psycho fue capturado por las autoridades después de la Batalla de Metrópolis y está siendo juzgado en la serie "Manhunter", él también ha aparecido en las series de los Seis Secretos y la Mujer Maravilla. Deathstroke fue detenido por Green Arrow, pero escapó y comenzó a reclutar miembros para los Titanes del Este.
Con Talia volviendo a liderar la Liga de Asesinos, Calculator sigue siendo el único miembro original del "consejo interno" corriendo el equipo de la Sociedad.

### Crisis Final
No mucho tiempo después de la disolución de la Sociedad, Checkmate instigó una campaña contra todos los villanos del universo DC, que fueron capturados y exiliados a un planeta prisión. El grupo incluía a casi todos los villanos en el universo DC, con raras excepciones. A pesar de que lograron escapar del planeta prisión, su deseo de venganza hace que el grupo deponga a Lex Luthor como líder y lo sustituirá por alguien que cumpla sus deseos, el misterioso Libra.
Libra, un seguidor de la "Religion of Crime" y un secreto agente de Darkseid, conduce a la Sociedad Secreta como las tropas de tierra de Darkseid como parte de la crisis final. Prometiendo cumplir los deseos más profundos de sus subordinados, Libra asesina a Martian Manhunter para reclutar a Human Flame a la Sociedad. También dispone de Clayface para que deje una explosión en el Daily Planet, matando y mutilando a decenas de amigos de Superman e hiriendo mortalmente a su esposa Lois Lane en el proceso, a fin de tratar de seducir a Luthor para que se una a su lado.
Con la mayoría de la sociedad, incluyendo Vandal Savage, detrás de él, Libra revela su verdadero yo a Lex Luthor forzando a Human Flame a usar un casco de control mental, exponiéndolo a la ecuación de la anti-vida y convirtiéndolo en un guerrero esclavo sin mente conocido como "Justifier". Ante la amenaza de verse obligado a convertirse en un "Justifier", Luthor está de acuerdo en convertirse en sirviente de Libra y de Darkseid, aunque con la ayuda del Doctor Sivana y Calculator, en última instancia, se vuelve contra Libra y le obliga retirarse. Con la ayuda de Sivana, Luthor y la mentalmente controlada legión de la Sociedad Secreta ayudaron a Superman en la batalla contra las últimas fuerzas restantes de Darkseid. Luthor y Sivana luego proceder a ayudar a Superman a construir la "Miracle Machine" para salvar a la Tierra, aunque sólo se les permite trabajar en algunas secciones de la máquina debido al riesgo de que roben el diseños para futuros proyectos malignos.
En Final Crisis: Revelations, el tercer Spectre mata Doctor Light y derrite a Efigie antes de intentar matar a Libra. La hermana Wrack de la Religion of Crime empala a Vandal Savage con la lanza del destino causando que Vandal Savage renazca como Caín. Caín entonces busca al Spectre y fácilmente lo sobrepasa, empalándolo con la lanza del destino. El Spectre es separado de Crispus; Renee y Radiant llevar su cuerpo a la iglesia. Caín controla entonces al Spectre y recita la ecuación anti-vida para recrear el mundo en nombre de Darkseid. Caín se las arregla para apuñalar a Renee con la lanza del destino. Renee logra agarrar la lanza y utiliza su poder para restaurar el mundo y la vida de Crispus. Al reunirse con Spectre, Crispus utiliza su criterio para matar a los seguidores de Caín, pero no pudo matar a Caín. Spectre arroja a Caín por el mundo sin ninguna posibilidad de paz hasta que Dios decida concederle otra oportunidad.
En Final Crisis: Rogues' Revenge, los Renegados esquivan a la sociedad de Libra y planean tomar venganza de Libra. Sin embargo, Libra utiliza sus nuevos Renegados para capturar a los Renegados originales y los obliga a unirse con Libra por hacer las cosas diferentes a las de su entorno. Incluso con los nuevos renegados asesinados por los originales, Libra no se da por vencido tan fácilmente. Ellos aun rechazan el ofrecimiento de Libra, incluso después de que Zoom perdiera su poder ante Inertia, quien es finalmente muerto por los Renegados.
Por una idea de T.O. Morrow durante y después de Final Crisis, Cheetah asigna varios miembros científicos a una nueva Sociedad Secreta (como el Professor Ivo y el Doctor Poison) para recoger muestras del suelo de varias regiones de la Tierra donde actos de genocidio han ocurrido. Planean usar el suelo para formar un nuevo villano llamado "Genocidio". Genocidio es traído a la vida a través de una combinación de la ciencia y la magia de Félix Fausto. Ellos tienen éxito en hacerlo, pero poco después una enfurecida Mujer Maravilla derrota a un pequeño grupo de miembros formado por Shrapnel, Firefly, Phobia y Dr. Morrow. Después de decirle que disuelvan el equipo, la Mujer Maravilla destruye el edificio rascacielos que tenían como base de operaciones.

## Otras versiones

### Justice Underground
Es un equipo de superhéroes del Universo DC. la Justice Underground es una versión alternativa de la Sociedad Secreta de Supervillanos del universo anti-materia.
La Justice Underground ha experimentado algunas victorias temporales en sus batallas contra el Sindicato, tanto en equipo como individualmente. Por ejemplo, las conexiones de Quizmaster le permitieron interferir con los suministros necesarios para el sindicato del crimen para diversas operaciones, tales como el suero de velocidad que Johnny Quick requiere para mantener su super velocidad.
Uno a uno los miembros de la Justice Underground fueron derrotados, capturados o muertos. Por ejemplo, Ultraman devuelve a Sir Grundy inerte un sábado y Lady Sonar queda con heridas masivas por el reflejo de sus habilidades sónicas contra Power Ring. Lady Sonar se vio obligada a sustituir en gran parte su cuerpo destrozado con implantes biónicos. Fue en esta forma en la cual ella residió como la guardián de Modora, la última nación libre de la Tierra de antimateria.
Tras la invasión de su hogar, Lady Sonar tuvo éxito en derrotar a Johnny Quick (Antítesis de Flash) temporalmente cambió su cuerpo fuera de fase con la realidad. Ella fue finalmente destruida por Owlman y el resto del sindicato del crimen cuando ellos finalmente conquistan Modora. Fue puesta en almacenamiento criogénico junto a sus compañeros de equipo, lista para ser reanimada en un estado de zombi, si el Sindicato decide que es necesario. Sus restos se encuentran en el panóptico del sindicato del crimen en la superficie de la Luna.
La Justice Underground fue liberada por Detective Marciano como un equipo de miembros asociados a la J.L.A. inversos dentro del universo de materia. No está claro cómo fueron capaces de recuperarse de sus lesiones, aunque podría deducirse que Owlman sanó sus heridas mientras estaban en éxtasis.

#### Miembros
- Quizmaster (El Acertijo anti-materia)
- Sir Solomon Grundy (Solomon Grundy anti-materia)
- General Grodd (Gorilla Grodd anti-materia)
- Star Sapphire (Star Sapphire anti-materia)
- Lady Sonar (Sonar anti-materia)
- Q Ranger (Major Force anti-materia)

## En otros medios

### Televisión
- La Sociedad Secreta apareció en una serie ambientada en el Universo animado de DC:
  - En la serie animada Liga de la Justicia, Gorilla Grodd y Giganta (la cual era leal a Grodd) formaron la Sociedad Secreta con Sombra (al cual se le ofreció ser un maestro criminal), Sinestro (que ha hecho un juramento de sangre contra todos las Linternas Verdes), Killer Frost (que está allí simplemente para matar), y Parásito (que quería vengarse de Superman). En su formación, Grodd se esforzó en fomentar una organización más coherente a fin de evitar las luchas internas como en la "Banda de la Injusticia" de Lex Luthor. Su primer plan fue rescatar a Clayface de la mansión de Morgan Edge, donde Killer Frost congeló a Morgan. Grodd le dice a Clayface que lo ayudará a encontrar una manera de volver a su verdadera identidad de Matt Hagen después de derrotar a la Liga de la Justicia. La Sociedad Secreta derrotó a la Liga de la Justicia por primera vez, posteriormente fueron engañados por el Detective Marciano quien tomo la identidad de Clayface y en la segunda batalla fueron derrotados. Esta versión apareció en los episodios "Sociedad Secreta" Parte I y II
  - En Liga de la Justicia Ilimitada, comenzando la tercera temporada en el episodio "Soy de la Legión", Grodd renovó sus intentos de crear una nueva Sociedad Secreta para acabar con la Liga de la Justicia, mediante la inclusión de Lex Luthor y cualquier villano que pudiera obtener, esta vez la Sociedad secreta rivalizaba en números a la Liga de la Justicia pasando de unos pocas, a un ejército. Cualquier miembro que trató de revelar algún detalle sobre la Sociedad Secreta después de ser capturado tendría su cerebro destrozado. Después de que se revelara que el plan final de Grodd en la creación del equipo fue para transformar la humanidad en simios, Lex Luthor lo derrocó y asumió la posición de líder sin objeciones por parte de los miembros. Con la ayuda de Tala, Grodd intentó un motín para retomar el control de la Legión, lo que conduce a una batalla entre los miembros leales a Grodd y a Luthor. A medida que la batalla termina, los miembros que eran leales a Grodd fueron congelados por Killer Frost. Cuando la Sociedad Secreta llega al sitio donde se encontraban los restos de Brainiac, Luthor utiliza la magia de Tala para restaurar a Brainiac, a pesar de una advertencia del nuevo dios, Metrón. Luthor accidentalmente resucita a Darkseid, que premia a Luthor por su ayuda mediante la destrucción de la base de la sociedad secreta en una explosión. Sin embargo, los campos de fuerza producidos por Star Sapphire y Sinestro salvan de la tripulación a Luthor. Más adelante el resto de la Sociedad Secreta, regresa a la Tierra para advertir a la Liga de la Justicia del retorno de Darkseid, quedando como sobrevivientes solo Bizarro, Calavera Atómica, Chita, Evil Star, Giganta, Juguetero, Killer Frost, Lex Luthor, Sinestro, Volcana y Star Sapphire. Esta sociedad es vista durante los episodios: 1 "Soy de la Legión", 4 "Hacia Otra Costa", 6 "Venganzas Mortales", 8 "El Gran Robo de Cerebros", 12 "¡Vivo!" y 13 "El Destructor" todos de la tercera temporada. Los miembros de esta sociedad son: Abeja Reina, Angle Man, Bizarro, Black Mass, Blockbuster, Bloodsport, Calavera Atómica, Chita, Copperhead, Crowbar, Doctor Cyber, Doctor Destino, Doctor Polaris, Doctor Spectro, Dummy, Electrocutor, Evil Star, Fastball, Caballero Fantasma, Giganta, Goldface, Gorilla Grodd, Hombre Tatuado, Hellgrammite, Javelin, Juguetero, Karshon, Killer Frost, KGBestia, Lady Lunar, Lex Luthor, Llave, Livewire, Mago del Clima, Major Disaster, Manta Negra, Merlyn, Metallo, Monocle, Neutrón, Nightfall, Ola de Calor, Parásito, Psico-Pirata, Puppeteer, Puzzler, Rampage, Shade, Silver Banshee, Sinestro, Sonar, Sportsmaster, Tala, Thinker, Top, Tsukuri, Volcana, y Zafiro Estrella. Algunos de ellos tienen papeles relevantes, otros solo hacen breves apariciones como miembros de la sociedad.
    - Además, el episodio "Epílogo" incluye una encarnación futurista de la Sociedad Secreta conocida como Iniquity Collective, que consta de Inque, Shriek, Stalker y una encarnación futura monstruosa del Parásito.
- En la serie Batman: The Brave and the Bold, en el episodio "Deep Cover for Batman", una versión alternativa de la Sociedad Secreta "Justicia Underground" aparece. Este grupo es liderado por Red Hood (que en realidad es el Joker), donde hay versiones alternativas de Manta Negra, Clock King, Doctor Polaris, Caballero Fantasma, Gorilla Grodd y Sinestro. Después de una batalla con el Sindicato de la Injusticia, sólo Red Hood quedó libre e intentó ponerse en contacto con el mundo de Batman para buscar nuevos aliados. Batman llegó pronto (cuando se disfrazó de Owlman) y fue capaz de ayudar a liberar a los héroes y ayudar a capturar al Sindicato de la Injusticia.
- En Young Justice, un grupo de villanos llamado La Luz tiene similitudes y motivos comparables a los de la Sociedad Secreta, ya que implementan planes para hacer que la gente de la Tierra "vea la luz". El grupo fue fundado por Vándalo Salvaje para contrarrestar la preservación del "statu quo calcificado" de la sociedad por parte de la Liga de la Justicia, creyendo que inhiben directamente a la humanidad al protegerla del desastre, el crimen y la tragedia, factores necesarios para que la humanidad evolucione. Para contrarrestar esto, la Luz trabaja para crear o cooptar redes de agentes reclutados, colocar a varias personas clave en puestos clave y explorar los límites de todas y cada una de las nuevas tecnologías en todo el mundo. Esto les permite exponer a la humanidad a los factores antes mencionados para permitirles acelerar la evolución humana con la menor resistencia posible por parte de la Liga. En la primera temporada, la Luz está formado por Salvaje, Ra's al Ghul, Lex Luthor, Queen Bee, Amo del Océano, Cerebro y Klarion the Witch Boy, con Sportsmaster sirviendo como su ejecutor. En la segunda temporada, Manta Negra reemplaza a Amo del Océano y Deathstroke reemplaza a Sportsmaster, mientras que Reach y Darkseid se convierten en sus socios silenciosos, aunque Light permite que el equipo derrote al primero al final de la temporada. En la tercera temporada, Deathstroke, Ultra-Humanidad y Abuela Bondad reemplazaron a Ra's Al Ghul, Cerebro y Manta Negra respectivamente, mientras que Lady Shiva toma el lugar de Deathstroke. Sin embargo, cerca del final de la temporada, Abuela ayuda a Darkseid a actuar contra la Luz para cumplir su objetivo final de adquirir la Ecuación Anti-Vida y extendiendo su influencia por todo el universo. A pesar de que Salvaje ayudó al equipo a localizar a Abuela, ella usa la Ecuación para lavarles el cerebro a ellos y a la mayoría de la Liga de la Justicia antes de usarlo en el universo hasta que Victor Stone y los Forasteros ayudan a liberar a los héroes con el cerebro lavado y frustran el plan de Abuela. Después de esto, la Luz y Darkseid aparentemente acuerdan reconciliar su asociación, aunque Savage confirma en secreto a Darkseid como una amenaza potencial. Al final de la temporada, el embajador markoviano Zviad Baazovi reemplaza a Abuela y usa sus poderes psiónicos para ayudar a la Luz en proyectos futuros.

### Películas
- Una versión alternativa de la Sociedad Secreta "Justicia Underground", aparece en la película animada Justice League: Crisis on Two Earths. La formación del grupo incluye un heroico Lex Luthor y a Jester (la contraparte del Joker), junto con su mono ayudante Harley. La mayoría del grupo es diezmada (incluyendo Jester) provocando que su Lex Luthor huya a la Tierra de la Liga de la Justicia y busque su ayuda.

### Videojuegos
- La Sociedad Secreta de Supervillanos aparece en DC Universe Online. La formación consta de Lex Luthor, Circe y Joker y afiliada a varios villanos/grupos a lo largo del juego; Bizarro, Adán Negro, Calculador, Catwoman, Deathstroke, Doctor Psycho, Gorilla Grodd, Metallo, Riddler, Sr. Frío y los renegados (Amo de los Espejos, Capitán Bumerang, Capitán Frío, Ola de Calor), Talia al Ghul, Dos Caras y Zoom. Su sede es el "Salón de la Perdición", que es el centro para cualquier jugador que esté jugando como un villano.
- Una versión de realidad alternativa de la Sociedad Secreta de Supervillanos llamada simplemente "Sociedad" aparece en Injustice 2. Dirigido por Gorilla Grodd, el grupo está formado por Bane, Hiedra Venenosa, El Espantapájaros, Deadshot, Cheetah, Capitán Frío y Reverse-Flash. Aunque Catwoman originalmente se consideró uno de sus miembros, más tarde se revela que es una agente doble que trabaja para Batman's Insurgency. La "Sociedad" tiene la intención de llenar el vacío de poder dejado por la Liga de la Justicia y la Insurgencia al derrotar al Alto Consejero Superman y su Régimen, aunque Grodd está secretamente aliado con Brainiac para ayudarlo a destruir la Tierra. Sin embargo, una vez que los otros miembros descubren esto, disuelven el grupo.[1]

## Anexos
- Miembros de la Sociedad Secreta de Supervillanos